# Čokoláda (film, 2000)
Čokoláda (v anglickém originále Chocolat) je britsko-americký romanticko-psychologický film režiséra Lasse Hallströma z roku 2000 s Juliette Binocheovou a Johnny Deppem v hlavní roli, který byl natočen na motivy stejnojmenné románové novely Joanne Harrisové, jež byla i spoluscenáristkou tohoto filmu. Film se natáčel v obci Flavigny-sur-Ozerain.

## Děj
Děj filmu se odehrává v malém západofrancouzském městečku v druhé polovině 50. let 20. století. Do městečka přichází tajemná mladá žena Vianne Rocherseová svojí malou dcerkou Anouk. Vianne si zde pronajme od Armande Voizinové obchodní prostory, kde otevře netradiční cukrárnu respektive obchod s čokoládou a čokoládovými cukrovinkami. Postupně si získává na svoji stranu přízeň všech zdejších obyvatel nejen svými čokoládovými sladkostmi, ale také svojí vlídnou, přívětivou a milou povahou. Zpočátku si sice znepřátelí místního starostu a zbožného šlechtice hraběte de Reynaud (Alfred Molina), který proti ní za pomoci místního faráře štve místní obyvatele, ale nakonec si získá i jeho přízeň. V polovině filmu se seznámí s mladým kočovným hudebníkem Rouxem (Johnny Depp), se kterým se spřátelí a naváže vztah, který v ní vzbudí touhu usadit se zde natrvalo.

## Nominace
Film byl nominován na cenu BAFTA, Zlatý glóbus i cenu Americké akademie umění a věd Oscar v kategoriích nejlepší film, nejlepší ženský herecký výkon v hlavní roli (Juliette Binocheová), nejlepší ženský herecký výkon ve vedlejší roli (Judi Denchová), nejlepší adaptovaný scénář (Robert Nelson Jacobs) a nejlepší filmová hudba (Rachel Portmanová).